# Meta Elste
Meta Elste-Neumann (Brema, 16 ottobre 1919 – Park Ridge, 30 ottobre 2010) è stata una ginnasta statunitense.

## Palmarès

### Olimpiadi
- 1 medaglia:
  - 1 bronzo (Londra 1948 a squadre)